# Anna-Kartoffeln

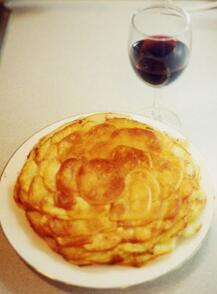
Anna-Kartoffeln

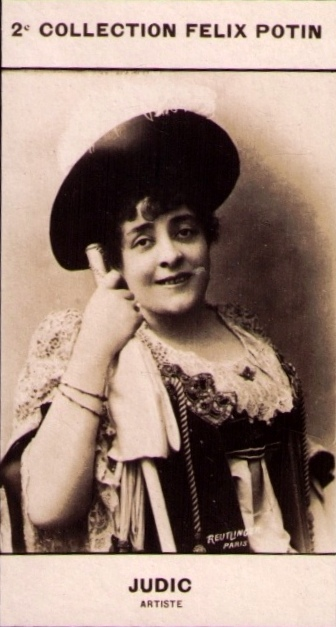
Anna Judic

Anna-Kartoffeln (franz. Pommes Anna) sind ein Kartoffelauflauf aus der französischen Küche, der von dem Koch Adolphe Dugléré, einem Schüler von Marie-Antoine Carême, kreiert wurde.
Für das Gericht wird eine spezielle runde Kupferform mit zwei Griffen und einem arretierbaren Deckel (Cocotte) verwendet. Es wird zu Braten und Geflügel gereicht.

## Namensherkunft
Dugléré soll seine Kreation einer Frau namens Anna gewidmet haben, manche Quellen sprechen von der Schauspielerin Anna Judic. Hingegen hatte die Schriftstellerin Marie-Louise Pailleron 1947 in einer ihrer Erzählungen geschrieben, dass die Anna-Kartoffeln das Ergebnis der Zusammenarbeit einer „eleganten Dame“ namens Anna Deslions und des Maître d’hôtel des Café Anglais waren, was ja auf Dugléré zutraf.

## Zubereitung
Es werden rohe Kartoffeln geschält, in dünne Scheiben geschnitten, abgespült, abgetrocknet und mit Salz und Pfeffer gewürzt. Die Kartoffelscheiben werden in der speziellen Form oder in einer Sauteuse in kreisförmigen Schichten angerichtet, gesalzen und gepfeffert; die Lagen müssen gleichmäßig mit Butter überzogen und etwas zusammengedrückt werden. In dem verschlossenen Gefäß werden sie in einem heißen Backofen gebacken, danach aus der Form gestürzt.
Nach Larousse werden sie zurück in die Form und nochmals in die Röhre gegeben, um auch die andere Seite zu bräunen. Werden die Kartoffeln in Streifen geschnitten, nennt man das Gericht Annette-Kartoffeln.